# Bassin du lac Titicaca
Le bassin du lac Titicaca est un bassin hydrographique d'Amérique du Sud, dont le composant principal est le lac Titicaca.
Large de plus de 190 000 km², il s'agit d'un bassin endoréique : les eaux qu'il capte n'atteignent jamais l'océan et finissent par disparaitre par évaporation dans le lac Poopó et le salar de Coipasa.

## Caractéristiques
Le lac Titicaca est situé à la frontière entre la Bolivie et le Pérou. Il est alimenté par les précipitations et la fonte des glaciers qui entourent l'Altiplano, par l'intermédiaire de cinq systèmes hydrologiques principaux (Ramis, Coata, Ilave, Huancané et Suchez) et plus de 20 autres petits cours d'eau ; au total, il possède un bassin propre de 58 000 km². Il est constitué de deux sous-bassins : le Lago Grande, partie la plus importante du lac, qui passe ensuite dans le Wiñaymarka.
90 % des pertes en eau du lac Titicaca s'effectuent par évaporation. Les 10 % restants sont le fait du seul émissaire du lac, le Río Desaguadero. Celui-ci, long de 436 km, reçoit des affluents provenant de la cordillère des Andes tout au long de son parcours. Peu avant son embouchure, le Desaguadero se divise en deux bras. L'un de ces bras alimente directement le lac Poopó, dont il est le principal affluent ; le second est relié au lac Uru Uru, qui se jette à son tour dans le lac Poopó.
Le lac Poopó est endoréique : il ne possède aucun émissaire majeur. Lorsqu'il est suffisamment rempli, il se déverse en partie par le Río Laca Jahuira qui se perd par évaporation dans le salar de Coipasa. Un autre émissaire mineur se déverse quant à lui dans le salar d'Uyuni.

## Système hydrologique
La liste suivante recense les principaux lacs et cours d'eau du système, organisés hiérarchiquement à partir de la fin :
- Río Laca Jahuira
  - Lac Poopó
    - Lac Uru Uru
    - Río Desaguadero
      - Río Mauri
      - Lac Titicaca
        - Río Coata
        - Río Huancané
        - Río Ilave
        - Río Illpa
        - Río Ramis
        - Río Suchez
        - Río Yanarico
        - Río Zapatilla